# Leo Faulkner
Leo Faulkner es un actor inglés.

## Biografía
Es hijo del exitoso actor inglés James Faulkner y de Kate Faulkner, tiene un hermano mayor el actor Guy Faulkner.
Creció en Hampstead, Londres y luego se mudó con su familia a California, Estados Unidos. 
Es buen amigo del director sudafricano-británico Abner Pastoll.

## Carrera
En 1989 interpretó a Daniel Jordan en la miniserie After the Wall.
En 1997 hizo su debut en las películas cuando apareció en Immortal Beloved donde interpretó al exitoso compositor y director de orquesta Ludwig van Beethoven de joven, papel que interpretó el actor Gary Oldman de grande.

## Filmografía
- Series de Televisión.:

| Año  | Título                    | Personaje      | Notas                                   |
| ---- | ------------------------- | -------------- | --------------------------------------- |
| 2010 | Ben Hur                   | Conspirador    | 2 episodios                             |
| 1998 | Babes in the Wood         | -              | -                                       |
| 1998 | Big Woman                 | Rafe           | episodio "Saffron's Search" - miniserie |
| 1997 | Pie in the Sky            | Alex Stillwell | episodio "Cutting the Mustard"          |
| 1997 | Have Your Cake and Eat It | Jack Dawson    | miniserie                               |
| 1989 | After the War             | Daniel Jordan  | 2 episodios - miniserie                 |

- Películas.:

| Año  | Título           | Personaje             | Notas                                                                                  |
| ---- | ---------------- | --------------------- | -------------------------------------------------------------------------------------- |
| 2011 | Smoking Gun      | La Voz                | corto - junto a Oscar Malcolm, Jorge Eightman & Cheryl Cagiola                         |
| 2009 | Machotaildrop    | Miembro del Equipo MT | junto a Lukács Bicskey, James Faulkner, Guy Faulkner & Vanessa Guide                   |
| 1997 | Immortal Beloved | Ludwig van Beethoven  | junto a Gary Oldman, Fintan McKeown, Gerard Horan, Christopher Fulford & Matthew North |